# Ховелл-Терлоу-Камминг-Брюс, Роэлин, 9-й барон Терлоу
Руалейн Роберт Ховелл-Терлоу-Камминг-Брюс, 9-й барон Терлоу  (англ. Roualeyn Robert Hovell-Thurlow-Cumming-Bruce, 9th Baron Thurlow; родился 13 апреля 1952 года) — британский наследственный пэр и дипломированный землемер, член Палаты лордов.

## Биография
Родился 13 апреля 1952 года. Старший сын Фрэнсиса Эдварда Ховелла-Терлоу-Камминга-Брюса, 8-го барона Терлоу (1912—2013), и Ивонн Дианы Уилсон (? — 1990), дочери Обина Гарольда Раймонда Уилсона. Учился в школе Милтон-Эбби, графство Дорсет, Англия.
24 марта 2013 года после смерти своего отца Руалейн Роберт Ховелл-Терлоу-Камминг-Брюс унаследовал титул 9-го барона Терлоу.
Он был избран членом Палаты представителей на дополнительных выборах наследственных пэров в феврале 2015 года после отставки лорда Чорли.
5 мая 1980 года он женился на Бриджит Энн Джулии Исмей Чип, дочери Хью Брюса Исмей Чип (1919—2010), и Мойры Олив Джеймс (1924—2006). У них четверо детей:
- Достопочтенный Николас Эдвард Ховелл-Терлоу-Камминг-Брюс (род. 16 февраля 1986), старший сын и наследник титула. Женат на Джоанне Хериот-Мейтленд (род. 1985), от брака с которой у него двое детей
- Достопочтенная Иона Тесса Бриджит Ховелл-Терлоу-Камминг-Брюс  (род. 19 октября 1987)
- Достопочтенный Джордж Патрик Руалейн Ховелл-Терлоу-Камминг-Брюс  (род. 19 марта 1990)
- Достопочтенная Лорна Белинда Ховелл-Терлоу-Камминг-Брюс (род. 27 декабря 1991).

Среди его предков были Мэри Кэтрин Болтон (1791—1840), известная актриса, и её муж Эдвард Ховелл-Турлоу, 2-й барон Терлоу (1781—1829).